# Prosopoanaphothrips reticulatus
Prosopoanaphothrips reticulatus är en insektsart som först beskrevs av Dudley Moulton 1907.  Prosopoanaphothrips reticulatus ingår i släktet Prosopoanaphothrips och familjen smaltripsar. Inga underarter finns listade i Catalogue of Life.